# Giuseppe Milella
Giuseppe Milella (Bari, 6 luglio 1965) è un allenatore di calcio a 5 ed ex giocatore di calcio a 5 italiano.

## Carriera
Come massimo riconoscimento in carriera Milella vanta la partecipazione, con la nazionale italiana al FIFA Futsal World Championship 1992 in cui gli azzurri sono stati eliminati nel girone del primo turno. Nel 2011 frequenta il corso per l'abilitazione ad allenatore di calcio a cinque di Primo livello. Dalla stagione 2015/2016 siede sulla panchina del Mantova Calcio a 5, con cui conquista quattro promozioni consecutive al termine dei play off, la prima in C1, la seconda storica in serie B, la terza in A2 ed infine in A1 vincendo la finale dei playoff 2019 contro l’Atletico Cassano  portando i biancorossi dopo soli cinque anni dalla loro nascita, ai vertici del futsal nazionale. Dopo la storica stagione in serie A, interrotta dalla pandemia del Covid-19, decide di fare ritorno a Verona, dove guida la squadra in serie B e l'anno successivo in A2. Al termine del biennio scaligero il ritorno nella stagione 2022/2023 sulla tanto amata panchina del Mantova.